# ماکسیم ایوکو
ماکسیم ایوکو (انگلیسی: Maksym Ivko؛ زادهٔ ۶ ژانویهٔ ۱۹۹۵) ورزشکار دوگانه اهل اوکراین است. 